# Antoine Sartine
Antoine Sartine (1681-1744), més tard conegut com Antonio de Sartine, fou un financer i administrador espanyol nascut a França.

## Biografia
Nascut a Lió, França, en una família de petits comerciants, va conèixer certs financers i es va enriquir gràcies al subministrament de les tropes de Felip V durant la Guerra de Successió (1701-1714). Assegurar el subministrament de tropes en temps de guerra era un mitjà habitual per fer fortuna en l'època, com també demostra el cas de la família Pâris, vinculada a la marquesa de Pompadour.
Antoine Sartine va emigrar a Espanya seguint les tropes de Felip V. Apreciat pel rei, l'any 1715 esdevingué membre de l'administració de les Rendes Generals. El 1718 va accedir al càrrec d'assessor del Consell de Finances (Consejo de Hacienda) i va ser ennoblit, passant a ser Antonio de Sartine. Finalment, el 1726 va ser nomenat intendent (és a dir, governador) de Catalunya.
Les institucions autònomes de Catalunya havien estat abolides pels Decrets de Nova Planta al final de la Guerra de Successió, durant la qual Catalunya s'havia oposat a Felip V, i, per tant, Catalunya estava governada de facto pel governador enviat per Madrid. Per tant, Antonio de Sartine va governar de manera efectiva Catalunya durant gairebé dues dècades, des del 1726 fins a la seva mort el 1744.

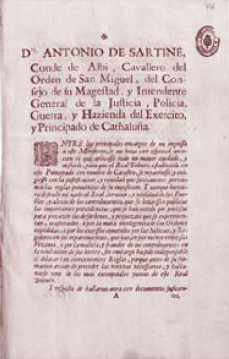
Primera pàgina de l'ordenança (edicte) de 1735 de reforma del cadastre de Catalunya.

Antonio de Sartine és més conegut com l'arquitecte de l'ordenanza, l'edicte que porta el seu nom: datat del 20 de desembre de 1735, va reformar profundament el cadastre de Catalunya. Aquest edicte va permetre actualitzar els registres cadastrals, sistematitzar l'impost sobre els terrenys, aclarir la submissió a l'impost dels membres del clergat i els mecanismes de la mateixa taxa, dotant al sistema d'una nova fiabilitat.
Antonio de Sartine es va casar amb Catherine White, comtessa d'Alby, dama d'honor de la reina i filla d'Ignatius White, secretari d'Estat del Regne d'Irlanda. Fou el pare de l'administrador i ministre francès Antoine de Sartine i l'avi de Charles-Louis-Antoine de Sartine, mestre de peticions sota Lluís XVI, guillotinat en el context de l'afer de les camises vermelles.